# Communications Decency Act
Le Communications Decency Act de 1996 (CDA) a été la première tentative notable du Congrès américain pour réglementer le contenu pornographique sur Internet. À la suite de l'affaire Reno contre ACLU en 1997, la Cour suprême des États-Unis a annulé les dispositions anti-indécence de la loi.
Cet Act est le nom abrégé du Titre V du Telecommunications Act de 1996, comme le précise la section 501 de ce dernier. Les sénateurs James Exon et Slade Gorton l'ont présentée à la commission sénatoriale du commerce, des sciences et des transports en 1995. L'amendement, qui est maintenant le CDA, a été ajouté à la loi sur les télécommunications au Sénat par un vote de 81 voix contre 18 le 15 juin 1995.
Tel qu'il a finalement été adopté par le Congrès, le Titre V a eu deux conséquences importantes sur Internet et les communications en ligne. Premièrement, il a tenté de réglementer à la fois l'indécence (lorsqu'elle est accessible aux enfants) et l'obscénité dans le cyberespace. Deuxièmement, la section 230 du Communications Act de 1934 (Section 9 du Communications Decency Act / Section 509 du Telecommunications Act de 1996) a été interprétée de telle manière que les opérateurs de services Internet n'ont pas été considérés comme des éditeurs, et ne sont donc pas légalement responsables des propos tenus par les tiers qui utilisent leurs services.

## Dispositions anti-indécence et anti-obscénité
Les parties les plus controversées de la loi étaient celles relatives à l'indécence sur Internet. Les articles concernés ont été introduits en réponse aux craintes de voir la quantité de pornographie sur Internet augmenter. L'indécence dans les émissions de télévision et de radio avait déjà été réglementée par la Commission fédérale des communications : la diffusion de propos offensants était limitée aux heures de la journée durant lesquelles les mineurs étaient censés être le moins exposés, et les contrevenants pouvaient être condamnés à une amende et perdre leur licence. Mais Internet n'ayant été ouvert que récemment aux intérêts commerciaux par l'amendement de 1992 au National Science Foundation Act, il n'a donc pas été pris en considération par les lois précédentes. Le CDA, qui a touché à la fois Internet et la télévision par câble, a marqué la première tentative d'étendre la réglementation à ces nouveaux médias.
Adoptée par le Congrès le 1er février 1996 et promulguée par le président Bill Clinton le 8 février 1996,, le CDA impose des sanctions pénales à toute personne qui
« utilise sciemment (A) un service informatique interactif pour envoyer à une ou plusieurs personnes spécifiques de moins de 18 ans, ou (B) un service informatique interactif pour afficher, d'une manière accessible à une personne de moins de 18 ans, tout commentaire, demande, suggestion, proposition, image ou autre communication qui, dans son contexte, dépeint ou décrit, en termes manifestement offensants tels que mesurés par les normes communautaires contemporaines, des activités ou des organes sexuels ou excrétoires.

« knowingly (A) uses an interactive computer service to send to a specific person or persons under 18 years of age, or (B) uses any interactive computer service to display in a manner available to a person under 18 years of age, any comment, request, suggestion, proposal, image, or other communication that, in context, depicts or describes, in terms patently offensive as measured by contemporary community standards, sexual or excretory activities or organs. » »
Elle a également criminalisé la transmission de contenu « obscène ou indécent » à des personnes dont on sait qu'elles ont moins de 18 ans.
Les défenseurs de la liberté d'expression ont travaillé avec diligence et succès pour renverser la partie relative au discours indécent, mais pas obscène. Ils ont fait valoir que les discours protégés par le premier amendement, tels que les romans imprimés ou l'utilisation des « seven dirty words », deviendraient soudainement illégaux lorsqu'ils seraient mis en ligne. Les critiques ont également affirmé que le projet de loi aurait un effet paralysant sur la disponibilité des informations médicales. Les organisations de défense des libertés publiques en ligne ont organisé des manifestations contre le projet de loi, comme la manifestation « Black World Wide Web », qui a encouragé les webmasters à noircir l'arrière-plan de leurs sites pendant 48 heures après l'adoption du CDA, et la campagne « Blue Ribbon Online Free Speech » de l'Electronic Frontier Foundation.

### Contestations juridiques
Le 12 juin 1996, un panel de juges fédéraux à Philadelphie a bloqué une partie du CDA, en disant qu'elle portait atteinte aux droits à la liberté d'expression des adultes. Le mois suivant, un autre tribunal fédéral à New York a invalidé la partie du CDA destinée à protéger les enfants contre les discours indécents, la jugeant trop large. Le 26 juin 1997, la Cour suprême a confirmé la décision du tribunal de Philadelphie dans l'affaire Reno contre American Civil Liberties Union, déclarant que les dispositions relatives à l'indécence constituaient un raccourci anticonstitutionnel du premier amendement parce qu'elles ne permettaient pas aux parents de décider eux-mêmes du contenu acceptable pour leurs enfants, qu'elles s'étendaient au discours non commercial et qu'elles ne définissaient pas soigneusement les mots « indécent » et « offensant ». (Le lendemain, la Cour a confirmé l'affaire de New York, Reno contre Shea, sans publier d'avis).
En 2003, le Congrès a modifié le CDA pour supprimer les dispositions relatives à l'indécence qui avaient été annulées dans l'affaire Reno contre ACLU. Une contestation distincte des dispositions régissant l'obscénité, connu sous le nom de Nitke contre Gonzales, a été rejetée par un tribunal fédéral de New York en 2005. La Cour suprême a sommairement confirmé cette décision en 2006.
Le Congrès a fait deux autres tentatives plus restreintes pour réglementer l'exposition des enfants à l'indécence sur Internet depuis que la Cour suprême a annulé la partie correspondante du CDA. Une injonction de la Cour a bloqué l'application de la première, le Child Online Protection Act (COPA), presque immédiatement après son adoption en 1998, avant d'être annulé. Alors que des contestations judiciaires ont également été lancées contre le successeur de la COPA, le Children's Internet Protection Act (CIPA) de 2000, mais la Cour suprême a confirmé sa constitutionnalité en 2004.

## Section 230
La section 230 du Communications Act de 1934 (ajoutée par la section 9 du Communications Decency Act / section 509 du Telecommunications Act de 1996) ne faisait pas partie de la législation originale du Sénat, mais a été ajoutée en conférence avec la Chambre, où elle avait été introduite séparément par les Représentants Christopher Cox et Ron Wyden sous le nom de Internet Freedom and Family Empowerment Act et adoptée par un vote quasi unanime de l'assemblée. Elle a ajouté une protection pour les fournisseurs de services en ligne et les utilisateurs contre les actions à leur encontre basées sur un contenu tiers, en déclarant notamment : « Aucun fournisseur ou utilisateur d'un service informatique interactif ne doit être traité comme l'éditeur ou l'orateur d'une information fournie par un autre fournisseur de contenu d'information » (« No provider or user of an interactive computer service shall be treated as the publisher or speaker of any information provided by another information content provider »). En effet, cette section immunise à la fois les fournisseurs de services informatiques et les utilisateurs d'Internet contre toute responsabilité pour les délits que d'autres commettent sur leurs sites web ou forums en ligne, même si le fournisseur ne prend pas de mesures après avoir reçu notification du contenu préjudiciable ou offensant.
Grâce à la disposition dite du « Bon Samaritain » (Good Samaritan en anglais), cet article protège également les ISPs de toute responsabilité pour avoir restreint l'accès à certains contenus ou donné à d'autres les moyens techniques de restreindre l'accès à ces contenus.
Le 23 juillet 2013, les procureurs généraux de 47 États ont envoyé au Congrès une lettre demandant que l'immunité pénale et civile prévue par la section 230 soit levée. L'ACLU a écrit à propos de cette proposition : « Si la section 230 est dépouillée de ses protections, il ne faudra pas longtemps pour que la culture dynamique de la liberté d'expression disparaisse du web ».

### FOSTA-SESTA
Ann Wagner a présenté le Allow States and Victims to Fight Online Sex Trafficking Act (FOSTA) à la Chambre des représentants des États-Unis en avril 2017. Rob Portman a introduit la loi similaire Stop Enabling Sex Traffickers Act (SESTA) au Sénat en août 2017. La combinaison FOSTA-SESTA a été adoptée par la Chambre des représentants le 27 février 2018, avec un vote de 388 voix contre 25 et par le Sénat le 21 mars 2018, avec un vote de 97 voix contre 2. Le président Donald Trump a promulgué la FOSTA-SESTA le 11 avril 2018,.
Ce projet de loi rend illégal le fait d'aider, de faciliter ou de soutenir sciemment un trafic sexuel, et modifie la section 230 du « Communications Decency Act » (qui immunise les services en ligne de toute responsabilité civile pour les actions de leurs utilisateurs) afin d'exclure de l'immunité l'application des lois fédérales ou étatiques sur le trafic sexuel. L'objectif est de prévoir des conséquences juridiques graves pour les sites web qui tirent profit du trafic sexuel et de donner aux procureurs des outils pour protéger leurs communautés et offrir aux victimes une voie d'accès à la justice.
Ces projets de loi ont été critiqués par les groupes pro-liberté d'expression et pro-Internet comme étant un « projet de loi de censure d'Internet déguisé » qui affaiblit la section 230 des « safe harbors », impose des charges inutiles aux sociétés Internet et aux intermédiaires qui gèrent les contenus ou les communications générés par les utilisateurs, les fournisseurs de services étant tenus de prendre des mesures proactives contre les activités de trafic sexuel, et oblige les avocats à évaluer tous les scénarios possibles en vertu des lois fédérales et des États (ce qui peut être financièrement impossible pour les petites sociétés),,,,. Les travailleurs du sexe en ligne ont fait valoir que le projet de loi nuirait à leur sécurité, car les plateformes qu'ils utilisent pour offrir et discuter de leurs services (comme alternative à la prostitution de rue) ont commencé à réduire leurs services ou ont cessé complètement en raison de la menace de responsabilité que fait peser le projet de loi,. Depuis l'adoption de la FOSTA-SESTA, les travailleurs du sexe ont fait état d'une instabilité économique et d'une augmentation de la violence, comme ces derniers l'avaient prédit.

## Absence de mise en garde contre les poursuites judiciaires
Dans l'affaire Jane Doe no 14 contre Internet Brands, Inc. la plaignante a intenté une action en justice en alléguant que le fait qu'Internet Brands, Inc. n'ait pas averti les utilisateurs de son site de réseautage modelmayhem.com l'a amenée à être victime d'une tentative de viol. Le 31 mai 2016, la Cour d'Appel du Neuvième Circuit a décidé que le Communications Decency Act n'interdit pas à Internet Brands, Inc. de ne pas avertir les utilisateurs.